# Geogarypus elegans
Espèce
Synonymes
- Garypus personatus Simon, 1901 nec Simon, 1900
- Garypus elegans With, 1906

Geogarypus elegans est une espèce de pseudoscorpions de la famille des Geogarypidae.

## Distribution
Cette espèce est endémique de Malaisie. Elle se rencontre vers Kuala Aring.

## Description
L'holotype mesure 3,5 mm.

## Systématique et taxinomie
Cette espèce a été décrite sous le nom Garypus personatus par Simon en 1901, ce nom étant préoccupé, elle est renommée Garypus personatus par With en 1906. Elle est placée dans le genre Geogarypus par Beier en 1932.

## Publications originales
- With, 1906 : The Danish expedition to Siam 1899-1900. III. Chelonethi. An account of the Indian false-scorpions together with studies on the anatomy and classification of the order. Oversigt over det Konigelige Danske Videnskabernes Selskabs Forhandlinger, sér. 7, vol. 3, p. 1-214.
- Simon, 1901 : On the Arachnida collected during the Skeat expedition to the Malay Peninsula. Proceedings of the Zoological Society of London, vol. 1901, no 2, p. 45-84 (texte intégral).